# 津巴布韋燃油示威
津巴布韋燃油示威在2019年1月14日爆發，津巴布韋姆南加古瓦政府在當日提出燃料加價130%。數以千計示威者上街，抗議提高燃油價格、國內貧窮情況日趨嚴重、國家經濟萎靡、以及生活水平不斷下跌。政府採取措施，有組織地進行清場行動，造成數百人被捕以及數人死亡。一連三日的示威在1月17日基本上結束，商店逐漸恢復營業。

## 背景
姆南加古瓦政府於2017年上台後，為令奄奄一息的經濟重現生氣，政府公佈一系列緊縮政策並著力改善國內的財政狀況。2018年10月，外幣短缺令國內多間商店倒閉，同時令進口商品出現短缺，包括燃油。最終燃油長期短缺，公務員罷工，甚至令國內經濟狀況更加差。
2019年1月12日，姆南加古瓦政府宣布津巴布韋能源監管局將會將燃油價格增加一倍，翌日凌晨開始生效。每公升柴油由1.38美元（折合約10.82港元）調升至3.11美元（24.39港元）、每公升汽油由1.43美元（11.22港元）調升至3.31美元（25.96港元），調升幅度接近130%，年津巴布韋成為世界上燃油售價最高的國家。姆南加古瓦指出加價是有必要的，用以阻止非法交易和減輕燃油短缺的問題。 津巴布韋工會聯盟大會呼籲舉行一連三日的大罷工抗議有關決定。

## 示威
首輪示威於2019年1月13日在哈拉雷開始，警方和軍方隨後進行聯合行動，包括搜查部分市民的住所。首都以外的部分城市（譬如穆塔雷和布拉瓦约）也爆發零星示威。當晚，政府公佈3人在示威中死亡，包括1名警察。非政府組織的消息指出當日有大約200人被捕，另外8人被警方槍殺。
津巴布韋人權醫生協會指出172人受傷，其中68人受槍傷。報道指警方也不分青紅皂白的襲擊示威者和途人，部分示威者則在哈拉雷、布拉瓦约和卡多馬掠夺商舖。1月18日，人權醫生協會指出示威中出現844宗侵犯人權的案件，包括78人被警方槍傷、466人被任意拘捕、242宗襲擊或侮辱示威者的案件。
示威期間，政府封鎖多個社交媒體，包括WhatsApp、Facebook和Twitter，示威者隨後轉用VPN上網獲取有關示威的新聞，逼使政府封鎖整個互聯網。津巴布韋的最大網絡供應商Econet證實政府下令示威期間直接封鎖所有連接互聯網的途徑。
示威第三日，社運活躍分子的牧師馬愛歡（Evan Mawarire）被捕，其律師指出政府以馬愛歡在推特煽動暴力抗議活動為由將其拘捕。民革运表示黨領袖也在示威期間被安全部門扣留。清場期間，據報數人也被安全部門人員綁架，確實數字暫不清楚。
政府將是次示威的責任歸咎於民革運。民革運的辦公室遇襲並起火，民革運指責為愛國陣線的支持者所為。政府指出多項政府資產和愛國陣線的資產也遭到破壞，批評是民革運支持者所為，政府又批評示威由反對派組織從中協調，形容示威有如恐怖襲擊。民革運否認有關指控，但重申政府暴力對待示威者和平民。
1月17日，哈拉雷的示威持續，導致在津巴布韋舉行的2018至2019年度洛根杯被逼取消部分賽事。

## 回應
- 南非：政府表示正監察津巴布韋的情況，並對津巴布韋政府所採取的措施有信心，相信將可以解決問題[29]。
- 美国：駐津巴布韋大使館「關注可靠的證據顯示安全部門針對並暴力對待政治人士和工會領袖[30]。」大使館同時敦促政府恢復互聯網連線和容許舉行和平示威。
- 英国：召見津巴布韋大使，並對騷亂表達關注，呼籲津方「確保安全部門專業、正當的執行任務，無時無刻都尊重人命[31]。」
- 欧盟：批評安全部門不正當的運用武力，希望「津巴布韋政府堅守在憲法中記載的人權和法治精神，並確保在正當的法律程序下審理被捕人士[32]。」
- 争取民主变革运动：呼籲南非介入示威並譴責政府的暴力舉動[33]。
- 人权观察：指出應該調查政府有否使用非法且致命的行動對抗示威者，若有的話應拘捕有關人士[34]。居於南非的津巴布韋人上街示威，呼籲南非向津巴布韋施壓，要求對方釋放被捕的反對派領袖、恢復上網連線和尊重人權[35]。組織同時點名指責南部非洲发展共同体、非洲联盟對津方政府的暴力舉動默不作聲[36]。
- 民主联盟：南非最大在野黨指出津巴布韋的情況令人擔憂，並指政府應該擱置姆贝基時期的觀望政策，盡早介入津巴布韋事務[37]。
- 南非政黨经济自由战士發表聲明譴責津巴布韋政府對示威者的暴力舉動[38]。
- 南非貿易商會聯盟（South African Federation of Trade Unions）譴責調高燃油價格和政府對示威者的致命暴力[39]。